# Sandra L. Schmid

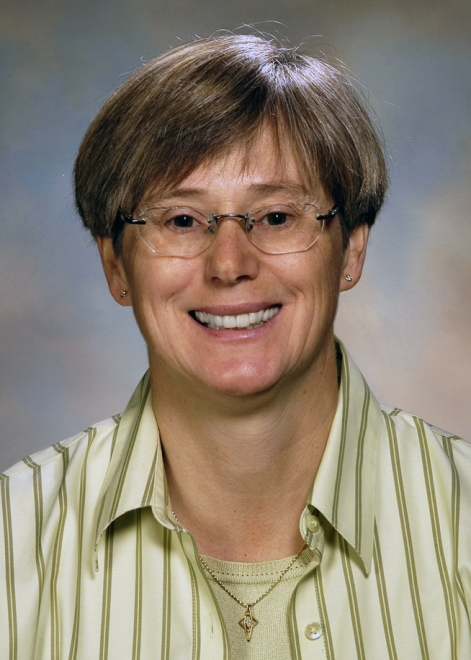
Sandra L. Schmid (2010)

Sandra Louise Schmid  (* 7. März 1958 in Vancouver, Kanada) ist eine kanadisch-US-amerikanische Molekular- und Zellbiologin am Chan Zuckerberg Biohub in San Francisco.
Schmid befasst sich mit den molekularen Mechanismen der Clathrin-vermittelten Endozytose (CME), mit der Bedeutung von Störungen der CME für Krebszellen, mit der Struktur und Funktion der GTPase Dynamin und mit den Mechanismen, die eine Membranspaltung (membrane fission) regulieren.

## Leben
Sandra Schmid erwarb 1980 bei Pieter R. Cullis an der University of British Columbia einen Bachelor in Zellbiologie und 1985 bei dem späteren Nobelpreisträger James E. Rothman an der Stanford University einen Ph.D. in Biochemie. Als Postdoktorandin arbeitete sie bei Ira Mellman an der Yale University, bevor sie 1988 eine Stelle am Scripps Research Institute annahm.
Am Scripps Research Institute erhielt sie 1996 eine erste Professur (Associate Professor), 2000 eine ordentliche Professur und übernahm gleichzeitig die Leitung (Chair) der dortigen Abteilung für Zellbiologie. 2009 erwarb sie noch an der University of San Diego einen Master of Science in Executive Leadership. Seit 2012 war sie Professorin und Chair für Zellbiologie am University of Texas Southwestern Medical Center, zuletzt Cecil H. Green Distinguished Chair of Molecular and Cellular Biology. Seit 2020 ist sie wissenschaftliche Leiterin (Chief Scientific Officer) des Chan Zuckerberg Biohub. Weitere Leitungspersonen des Biohub sind Stephen Quake und Joseph DeRisi.
Schmid hat zahlreiche Funktionen im Wissenschaftsbetrieb inne. Unter anderem gehört sie zum wissenschaftlichen Beirat des Preprint-Servers BioRxiv und war Herausgeberin von Molecular Biology of the Cell. Sie hat laut Google Scholar einen h-Index von 101, laut Datenbank Scopus einen von 88 (jeweils Stand August 2025).
Schmid ist verheiratet und hat zwei Kinder.

## Auszeichnungen (Auswahl)
- 2005 Fellow der American Association for the Advancement of Science
- 2009 William C. Rose Award der American Society for Biochemistry and Molecular Biology (ASBMB)[6]
- 2011 Präsidentin der American Society for Cell Biology (ASCB)[7]
- 2015 Mitglied der American Academy of Arts and Sciences[8][9]
- 2015 Ehrendoktorat der Universität Stockholm
- 2020 Mitglied der National Academy of Sciences[10]
- 2025 E. B. Wilson Medal[11]